# Паховая гранулёма
Паховая гранулёма (лат. granuloma inguinale) — инфекционное заболевание, вызываемое бактериями вида Klebsiella granulomatis (ранее Calymmatobacterium granulomatis) и характеризуемое генитальными язвами. Во многих регионах имеет статус эндемического заболевания.
Во многих странах это заболевание не лечится из-за некачественной и непродвинутой медицины. Кроме того, паховая гранулёма может быть ошибочно принята за сифилис. Если не лечить заболевание, язвы в конечном счёте разрушают внутренние и внешние ткани, что вызывает обширную утечку слизи и крови из кровеносных сосудов. Разрушительный характер увеличивает риск суперинфекции другими патогенными микроорганизмами.

## Симптомы
Через 10—40 дней после контакта с бактериями появляются небольшие, безболезненные узелки. Позже узелки лопаются, создавая открытые и мясистые очаги. В этот период инфекция начинает распространяться, травмируя ткани. Если не начать лечение, то ткани будут разрушаться. В большинстве случаев очаги поражения находятся на стволе мужского полового члена, половых губах или в анусе. В редких случаях заражению может быть подвержено влагалище женщины или шейка матки. Как минимум один случай в Индии привёл к частичной автоампутации полового члена. Пациент имел положительный результат на ВИЧ—2. Заболевание прогрессировало в течение шести лет.

## Механизм заражения
Микробы распространяются от одного человека к другому через контакт с открытыми язвами.

## Диагностика
Диагноз основывается на сексуальной истории пациента и его физическом обследовании: врач безболезненно раскрывает красную язву с характерным свёрнутым краем грануляционной ткани. В отличие от сифилитической язвы, паховая лимфаденопатия обычно выражена слабо или отсутствует. Для помощи в постановке диагноза используется биопсия ткани и краситель Романовского — Райта. Наличие тел гранулёмы подтверждает диагноз; обычно тела палочковидные, овальные.
При добавлении красителя Романовского — Райта тела становятся тёмно-фиолетовыми. Впервые они были обнаружены Чарльзом Донованом.

### Классификация
Первое известное название заболевания датируется от 1882: serpiginous ulcer. Официальное клиническое обозначение — «Паховая гранулёма», однако, иногда может встречаться donovanosis (донованоз). Гранулёма — тип узелковой воспалительной реакции, которая чаще всего относится к паховой области.

## Профилактика
Болезнь очень эффективно лечится с помощью антибиотиков, поэтому развитые страны имеют низкий уровень заболеваемости донованозом; около 100 случаев каждый год в США. Резко повысить риск заражения могут половые контакты с людьми, находящимися в эндемических зонах. Перед началом сексуальных отношений рекомендуется проверяться на наличие заболеваний, передающихся половым путём.